# Čakovci
Čakovci (hongrois : Csákovác) est une localité de Croatie située dans la municipalité de Tompojevci, comitat de Vukovar-Syrmie. Au recensement de 2001, elle comptait 469 habitants. Elle est habitée par des Magyars.